# Saint-Étienne-de-Crossey
Saint-Étienne-de-Crossey is een gemeente in het Franse departement Isère (regio Auvergne-Rhône-Alpes). De plaats maakt deel uit van het arrondissement Grenoble. Saint-Étienne-de-Crossey telde op 1 januari 2022 2.603 inwoners. 

## Geografie
De oppervlakte van Saint-Étienne-de-Crossey bedroeg op 1 januari 2022 12,84 vierkante kilometer; de bevolkingsdichtheid was toen 202,7 inwoners per km².

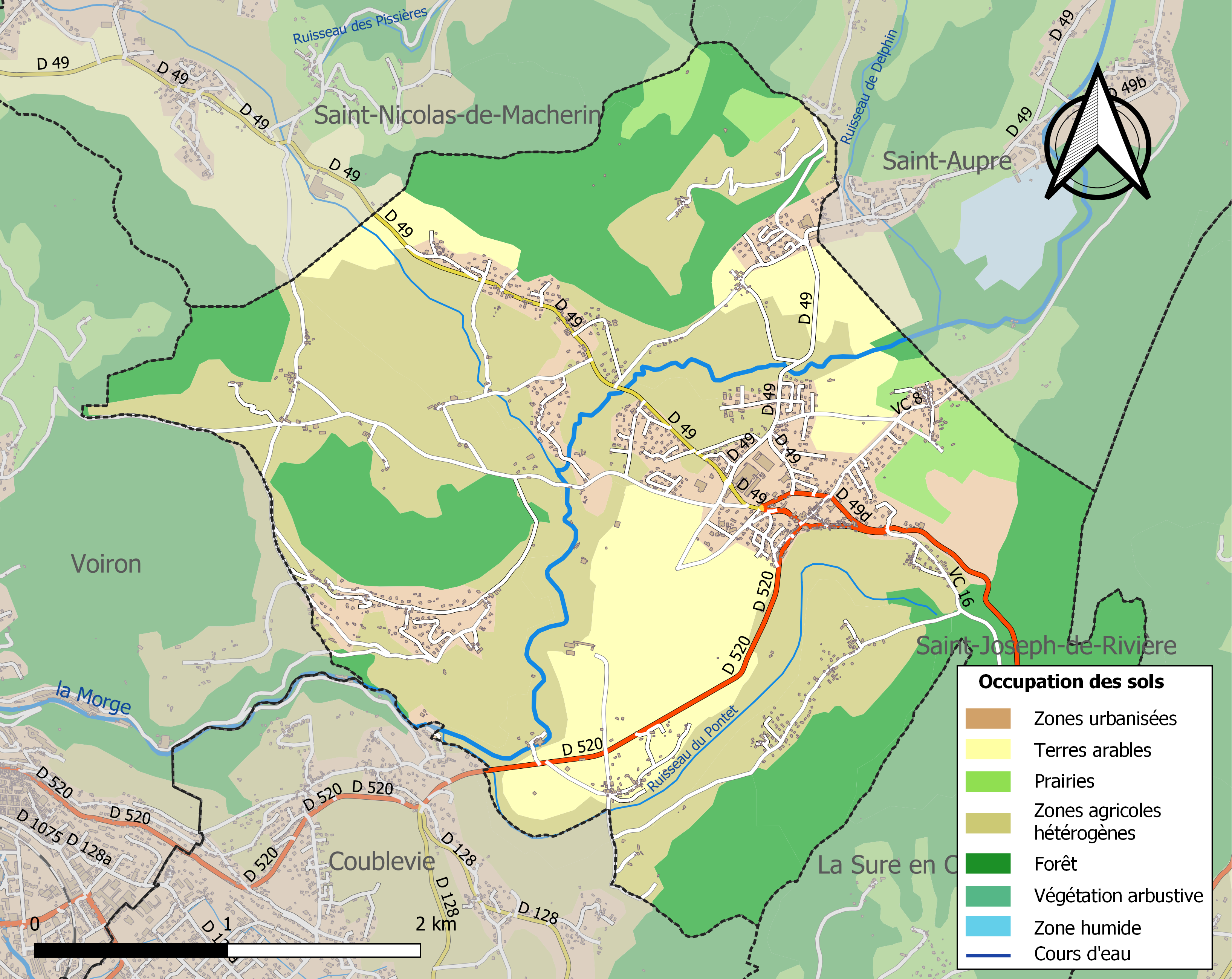
Kaart van de gemeente met de belangrijkste infrastructuur, bodemgebruik en omliggende gemeenten

## Demografie
Onderstaande figuur toont het verloop van het inwonertal (bron: INSEE-tellingen).